# Рахманов, Гусейн Паша оглы
Гусе́йн (Усе́йн) Паша́ оглы́ Рахма́нов (азерб. Hüseyn Əlipaşa oğlu Rəhmanov; 1 декабря 1902, Баку — 21 апреля 1938) — азербайджанский советский партийный и государственный деятель, председатель Совета Народных Комиссаров Азербайджанской ССР (1933—1937). Брат партийного деятеля Гасана Рахманова.

## Биография
Родился в городе Баку Бакинской губернии, ныне Азербайджана, 1 декабря 1902 года.
Получив среднее образование в русско-татарской школе, а затем в Бакинской мужской гимназии, в 1919 году устроился на работу курьером в Министерство иностранных дел Азербайджанской демократической республики.
В апреле 1920 года в республике была провозглашена советская власть. Несколько месяцев проработал в продовольственном комитете при Бакинском Совете рабочих, крестьянских и солдатских депутатов. Вскоре добровольно вступил в РККА, где был направлен курсантом в Азербайджанскую военную школу.
В 1921 году назначен заведующим Организационным отделом Маштагинского и Городского районных комитетов Коммунистического союза молодёжи (КСМ) Азербайджана в городе Баку. В 1922—1923 годах — ответственный секретарь Балаханы-Сабунчинского райкома КСМ Азербайджана, заместитель заведующего Агитационно-пропагандистским отделом ЦК КСМ Азербайджана. Стал одним из организаторов комсомольского движения в республике.
В 1923 году вступил в Коммунистическую партию (большевиков) Азербайджана и избран первым секретарём ЦК КСМ Азербайджана, а через два года — первым секретарём Закавказского краевого комитета РЛКСМ — ВЛКСМ. Активно проводил политику коллективизации сельского хозяйства, а затем индустриализации. Комсомольская организация Азербайджана под его руководством активно участвовала в восстановлении и развитии народного хозяйства республики, вовлечении работоспособной молодёжи в промышленность, привлечении в ряды комсомола рабочих и неимущих детей села, ликвидации безграмотности и борьбе за повышение культурного уровня народа. Сам Г. П. Рахманов непосредственно участвовал в подготовке комсомольских кадров республики, уделяя большое внимание повышению общественных знаний молодёжи, борьбе с шовинизмом и национализмом в любом их проявлении, воспитании молодёжи в духе интернационализма.
17 мая 1928 года на Пленуме ЦК ВЛКСМ в Москве избран членом бюро ЦК и одним из четырёх секретарей ЦК ВЛКСМ. Занимал этот пост до декабря 1929 года. В апреле 1929 года на очередном Пленуме избран вторым секретарём ЦК ВЛКСМ. На этой должности Рахманов руководил печатью агитационных книг и брошюр, организовывал отправку комсомольцев на учёбу в высшие учебные заведения, был членом редакционной коллегии журнала «Интернационал молодёжи», курировал международные связи. Совершал поездки по регионам страны, знакомясь с деятельностью местных комсомольских организаций, оказывая им организационную помощь, агитируя их за классовую борьбу и настраивая на борьбу с антисоветскими проявлениями.
С декабря 1929 по май 1930 года — секретарь Центрального комитета Компартии (большевиков) Азербайджана, с июня по ноябрь 1930 года — третий секретарь ЦК КП(б) Азербайджана. В этот период в Азербайджане активизировались контрреволюционные выступления шамхорского духовенства, а также карабахские мятежи, в подавлении и ликвидации которых активно участвовал Г. П. Рахманов.
В 1930—1931 годах работал в Казакстанском краевом Совете профсоюзов, заместителем заведующего орготделом ВЦСПС.
В 1931—1933 годах учился в Институте красной профессуры мирового хозяйства и политики.
19 сентября 1933 года избран вторым секретарём ЦК Компартии (большевиков) Азербайджана.
12 декабря 1933 года назначен Председателем Совета Народных Комиссаров Азербайджанской ССР. На должности председателя Совнаркома, которую Г. П. Рахманов занимал 4 года, все силы и организаторские способности он посвятил развитию промышленности, расширению коллективизации, организации новых колхозов и совхозов, обеспечению их тракторами, комбайнами и другой сельскохозяйственной техникой. Его часто можно было видеть среди рабочих на заводах, фабриках и рудниках, среди колхозников в колхозах и совхозах, среди студентов вузов и у рабочих в общежитиях. 15 марта 1935 года Постановлением ЦИК СССР «за выдающиеся успехи в течение ряда лет в области сельского хозяйства, равно как в области промышленности», награждён орденом Ленина.
30 декабря 1935 года ЦИК Азербайджанской ССР провёл юбилейную сессию, посвящённую пятнадцатилетию установлению советской власти в республике. На сессии председателем Совнаркома АзССР Рахмановым был подготовлен торжественный доклад, в котором говорилось о больших достижениях в развитии Азербайджана.
Неоднократно избирался членом Центрального исполнительного комитета Азербайджанской ССР, Закавказской СФСР, СССР.
5 октября 1937 года был арестован по обвинению в «попытке вооружённого восстания и совершения террористических актов, контрреволюционной деятельности». Расстрелян 21 апреля 1938 года.
Определением Военной коллегии Верховного Суда СССР от 7 декабря 1955 года Г. П. Рахманов реабилитирован (посмертно).
В Баку на доме по пр. Нефтяников, где жил Г. П. Рахманов, установлена мемориальная доска в его честь.

## Семья
После вынесения приговора были репрессированы его жена Тамара Ломидзе (детей у них не было), которая вышла из лагеря только в 1947 году; отец Али Паша Гаджедж Баба оглы Рахманов (?—1942); брат Аждар (1923—1994). Ещё раньше, в 1937 году, репрессированы и два других брата, Гасан (1900—1940) и Лятиф (1912—1948).

## Награды
- Орден Ленина (15.03.1935)